# Червонец Анны Иоанновны
Червонец Анны Иоанновны — золотой червонец Российской империи, чеканившийся во времена правления Анны Иоанновны. У червонца отсутствовал фиксированный номинал, а вес приравнивался к европейскому дукату. На аверсе монеты изображён правый погрудный профиль императрицы, на реверсе — герб Российской империи.

## История
При Анне Иоанновне была произведена денежная реформа, в связи с чем из оборота были изъяты монеты Петра I. Во время правления Анны Иоанновны чеканились не только медные монеты, полтины, копейки, серебряные рубли, но и золотые червонцы. Выпуск червонцев был осуществлён три раза: в 1730 году — 8764 штуки; в 1738 году — 4002 штуки; в 1739 году — 65953 штуки. У червонцев отсутствовал фиксированный номинал, был расположен только правый погрудный профиль императрицы и надпись. Чеканка большинства червонцев была произведена в Красном монетном дворе и часть в Санкт-Петербургском монетном дворе из сибирского и уральского золота; наиболее их известными мастерами являлись Иван Марков и Иван Мокеев.

### Описание
Этот червонец выполнен из золота 968 пробы; его диаметр составляет 20 мм, а вес приравнен к дукату и равен 3,47 г.
На аверсе червонца изображён правый погрудный профиль Анны Иоанновны. На портрете императрица воспроизведена с орденской лентой на правом плече, в мантии из горностая. Мантия увенчана короной, разделяющая надпись на две части. Круговая надпись: «Б∙М∙АННА∙IМПЕРАТРИЦА∙».
На реверсе червонца изображён герб Российской империи середины XVIII века — двуглавый орёл с раскрытыми крыльями и двумя коронами. Над орлом расположена большая корона, которая разделяет надпись на две части. В правой лапе он сжимает скипетр, в левой держит державу. На груди орла расположен овальный щит с изображением Георгия Победоносца на коне, поражающего копьём дракона. Вокруг щита — цепь Ордена Святого Андрея Первозванного. Круговые надписи: «IСАМОДЕРЖ∙ВСЕРОСІИСКАЯ∙1730», «IСАМОДЕРЖ∙ВСЕРОСІИСКАЯ∙1738» и «IСАМОДЕРЖ∙ВСЕРОСІИСКАЯ∙1739».
Существует три варианта червонца 1730 года (Биткин R3): 1A — портрет шире, корона меньше; 1Б — портрет шире, корона больше; 2Б — портрет уже, корона больше. Также два варианта червонца 1738 года (Биткин R3): 1 — голова меньше; 2 — голова больше. Разновидности у червонца 1739 года отсутствуют (Биткин R2).
Также доподлинно известно о новоделе червонца 1738 года с тремя разновидностями (Биткин R2/R4 PIED-FORT).

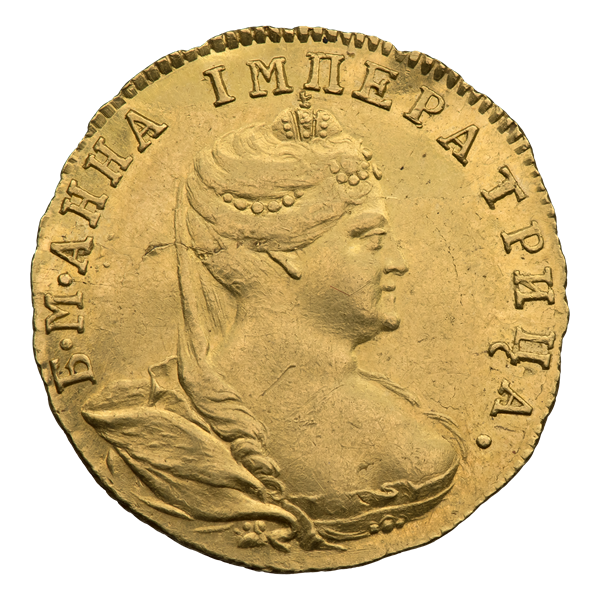
Аверс
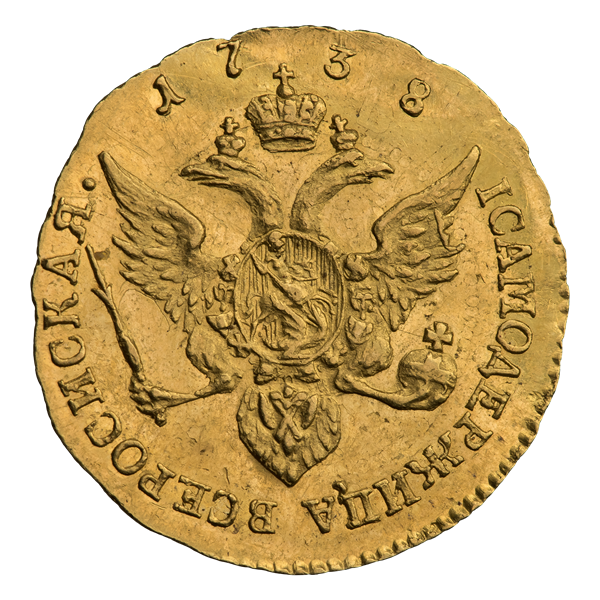
Реверс